# Trachymela
Trachymela is een geslacht van kevers uit de familie bladkevers (Chrysomelidae).
De wetenschappelijke naam van het geslacht werd in 1908 gepubliceerd door Julius Weise.

## Soorten
- Trachymela biondii Daccordi, 2003
- Trachymela cristata Daccordi, 2003
- Trachymela lyncea Daccordi, 2003
- Trachymela nitmiluka Daccordi, 2003